# Laubfrösche (Familie)

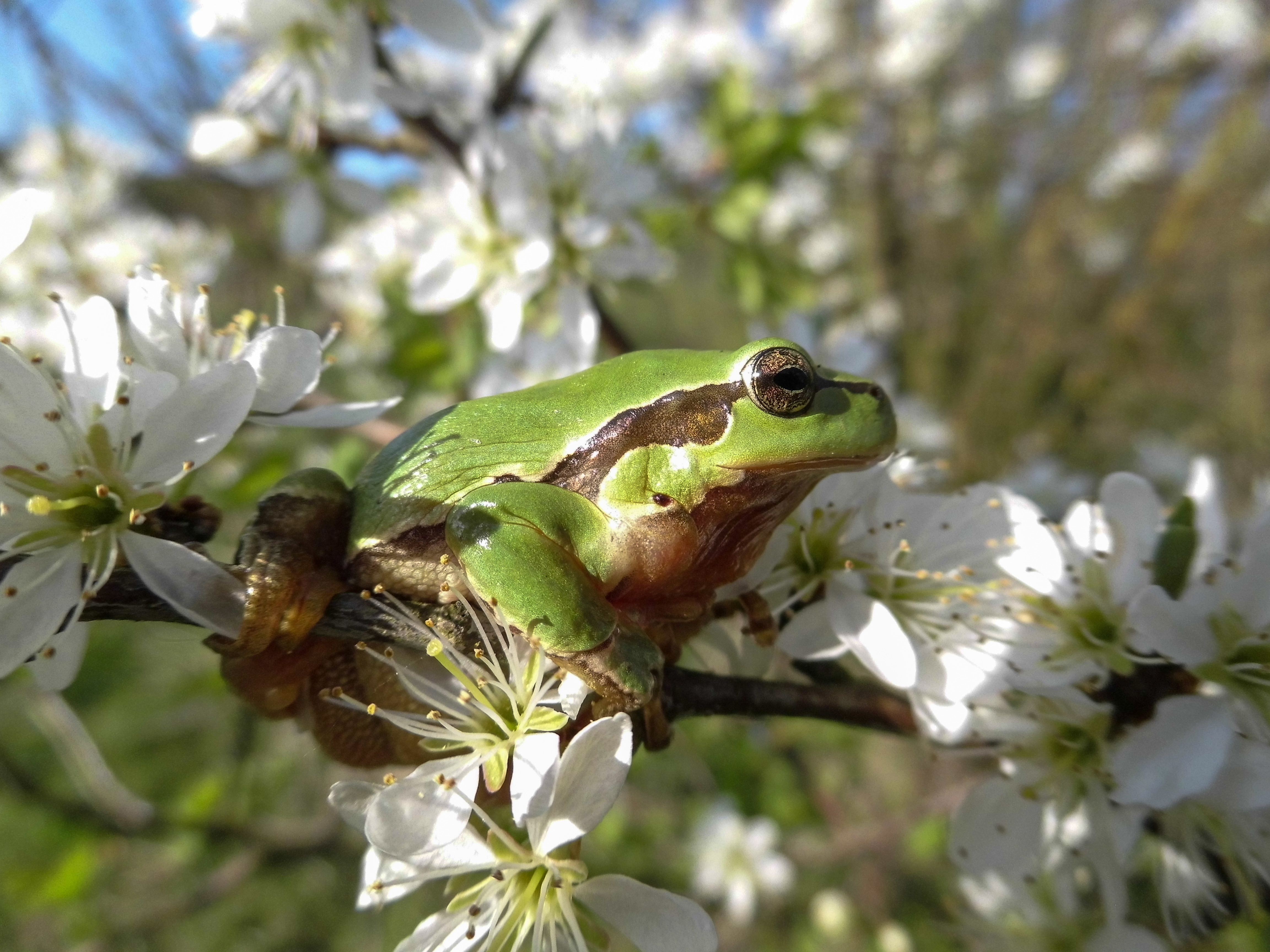
Laubfrosch in einem Baum

Die Familie der Laubfrösche (Hylidae) besteht aus überwiegend kletternden Froschlurchen (Anura), deren Arten weltweit verbreitet sind. Die größte Vielfalt erreichen sie in der Neuen Welt. Es sind derzeit mehr als 1060 Arten beschrieben, womit es sich um eine der artenreichsten Familien in der Klasse der Amphibien handelt.

## Merkmale, Verhalten
Es besteht eine große Formenfülle; gemeinsame Merkmale zu benennen, ist nicht einfach (zum Knochenbau vergleiche: Neobatrachia). Laubfrösche im weiteren Sinne haben in der Regel eine glatte Haut, recht lange Sprungbeine und leben überwiegend auf Büschen, Bäumen und anderen Pflanzen. Dank ihrer charakteristischen Haftscheiben an den Finger- und Zehenenden können sie ausgezeichnet klettern. Diese Verhaltensweise wird außerdem durch einen Zwischenknorpel vor den Endgliedern der Finger unterstützt, der ihnen Greifbewegungen ermöglicht.
Zum Ablaichen suchen die meisten Arten nachts kleine Weiher oder andere Wasseransammlungen auf und setzen oft sehr kleine Eiklumpen ins Wasser ab; es gibt aber auch abweichende Formen der Laichablage auf Blättern (vergleiche beispielsweise Makifrösche, Rotaugenlaubfrosch) und von Brutpflege. Die Männchen verfügen nicht selten über eine große kehlständige Schallblase, mit der sie laute Paarungsrufe erzeugen. Beim Amplexus klammern sie die Weibchen unmittelbar hinter den Vorderbeinen.

## Verbreitung

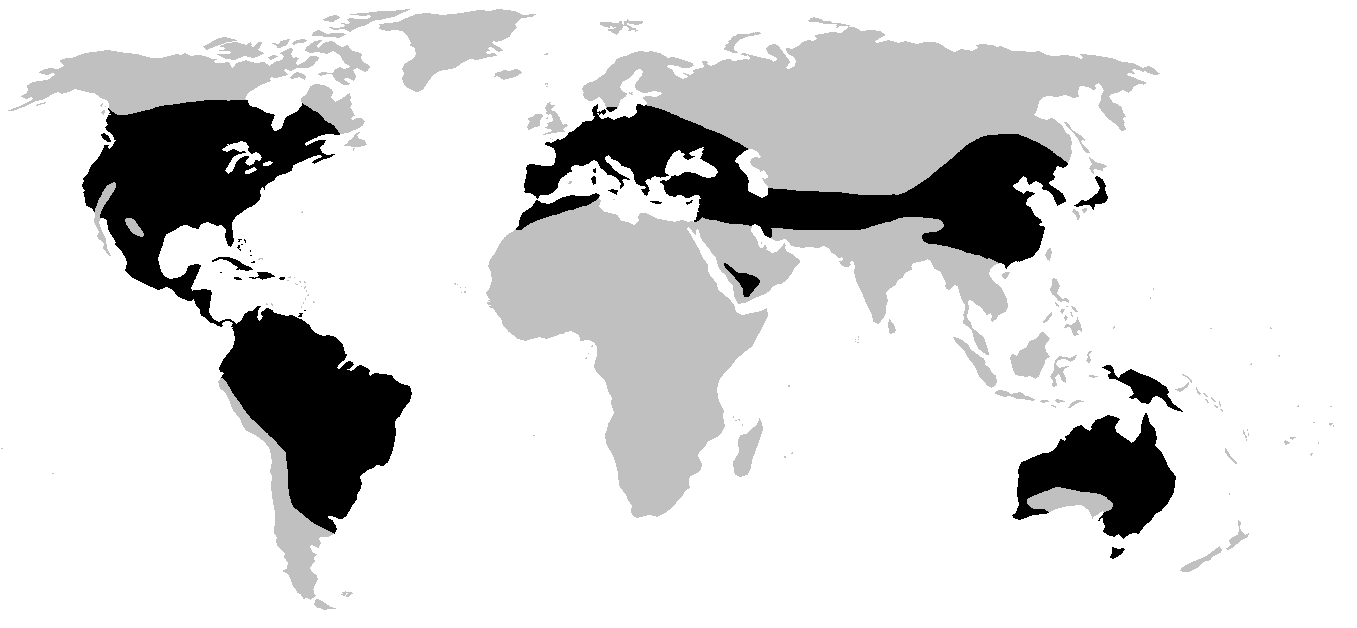
Weltweite Verbreitung der Familie Hylidae

Besonders viele Vertreter dieser Familie bewohnen die tropischen Regenwälder der Erde, speziell auch in Lateinamerika. Im Einzelnen kommen Laubfrösche in Nord- und Südamerika, auf Karibischen Inseln, in Australien und Neuguinea, mit wenigen Arten in den gemäßigten Zonen Eurasiens (von Europa bis zum Japanischen Archipel) und mit lediglich einer Art, dem Mittelmeer-Laubfrosch, am Nordwestrand Afrikas vor. (In den größten Teilen Afrikas fehlt die Familie; stattdessen finden sich hier unter anderem die recht ähnlich aussehenden Ruderfrösche sowie die Riedfrösche.) Auf Pazifikinseln wie Neukaledonien, Vanuatu, Guam sowie auf Neuseeland wurden einzelne Laubfroscharten vom Menschen eingeführt.

## Taxonomie
Die systematische Zusammenstellung der Familie der Laubfrösche wird kontrovers diskutiert. Je nachdem, ob molekularbiologische oder morphologische Vergleichsmerkmale im Vordergrund stehen, werden von verschiedenen Autoren stark abweichende Übersichten vorgeschlagen. Die umfassendste Revision der letzten Jahre ergab eine Fülle von Umsortierungen und Neubenennungen. Unter anderem wurde die bisherige Unterfamilie Hemiphractinae komplett ausgegliedert und wird inzwischen als eigene Familie Hemiphractidae behandelt, ebenso wurden 2016 die beiden ehemaligen Unterfamilien Greiffrösche (Phyllomedusinae) und Australische Laubfrösche (Pelodryadinae) in den Familienrang erhoben, was jedoch bald wieder rückgängig gemacht wurde. Eine übergeordnete Gruppe namens Arboranae wurde dadurch überflüssig. In der Folge wurden viele neue Gattungen etabliert und Arten innerhalb der Gattungen neu zugeordnet. So blieben in der vormals mit über 300 Arten umfangreichsten Gattung Hyla, der auch der einzige mitteleuropäische Vertreter der Familie, der Europäische Laubfrosch angehört, nur noch 17 Arten übrig. Auch die hier vorgestellte Übersicht stellt keine abschließend „fertige“ Systematik der Familie Hylidae dar.

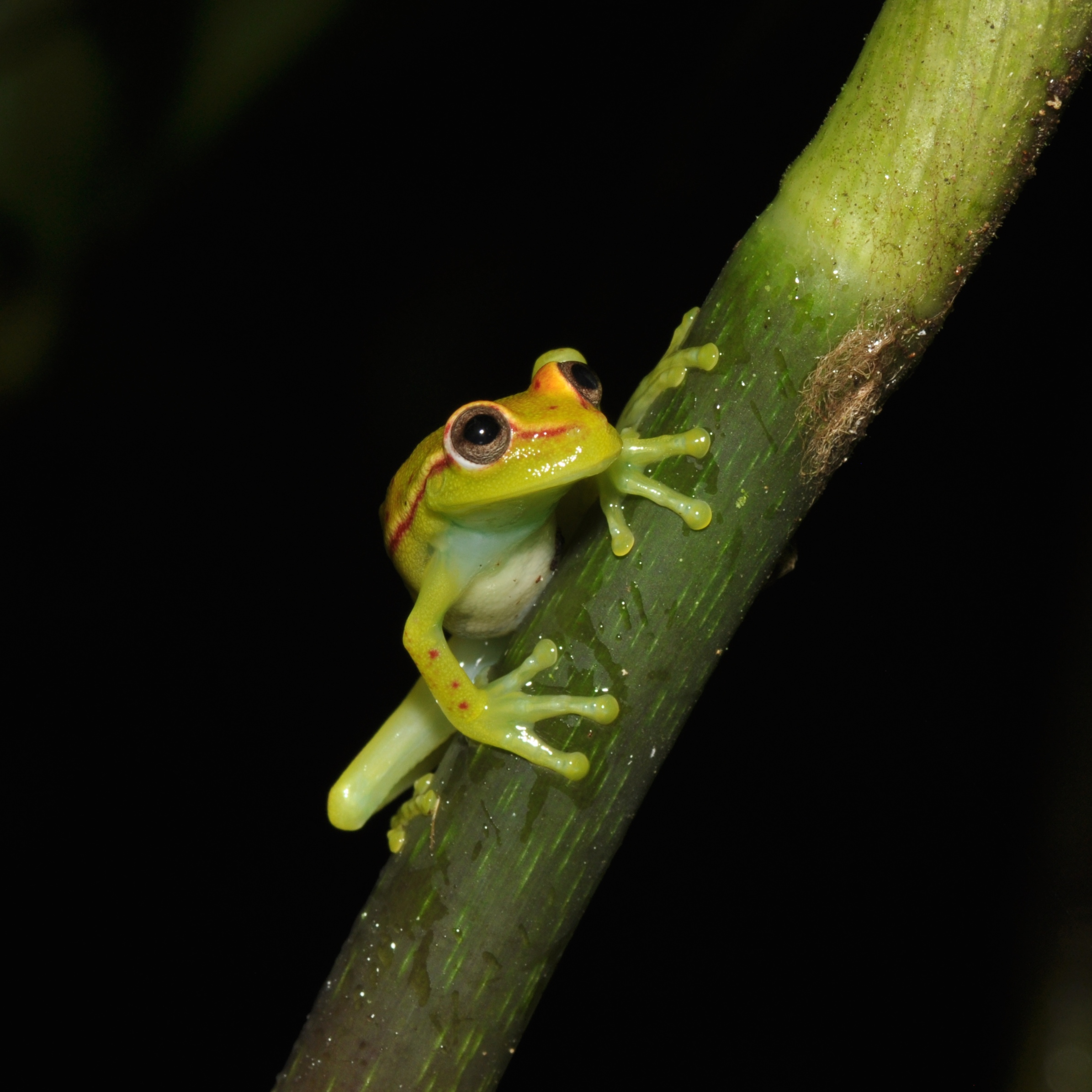
Tupfenlaubfrosch (Boana punctata)

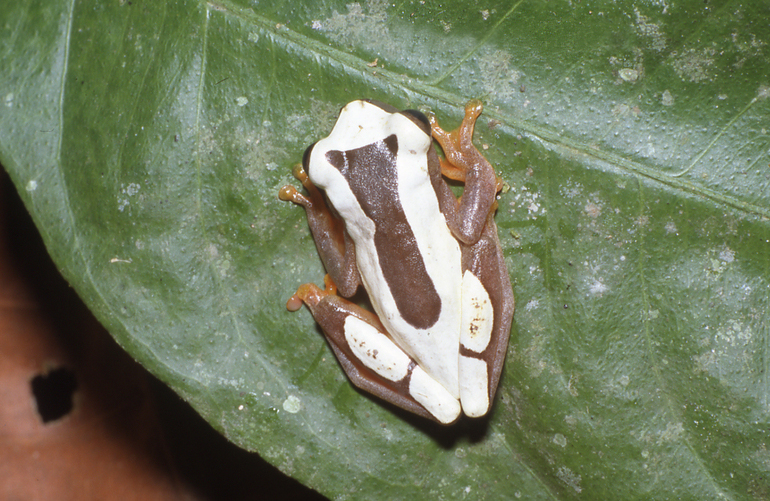
Surinam-Clownfrosch (Dendropsophus leucophyllatus)

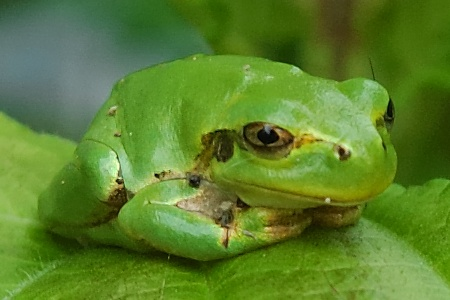
Japanischer Laubfrosch (Dryophytes japonica)

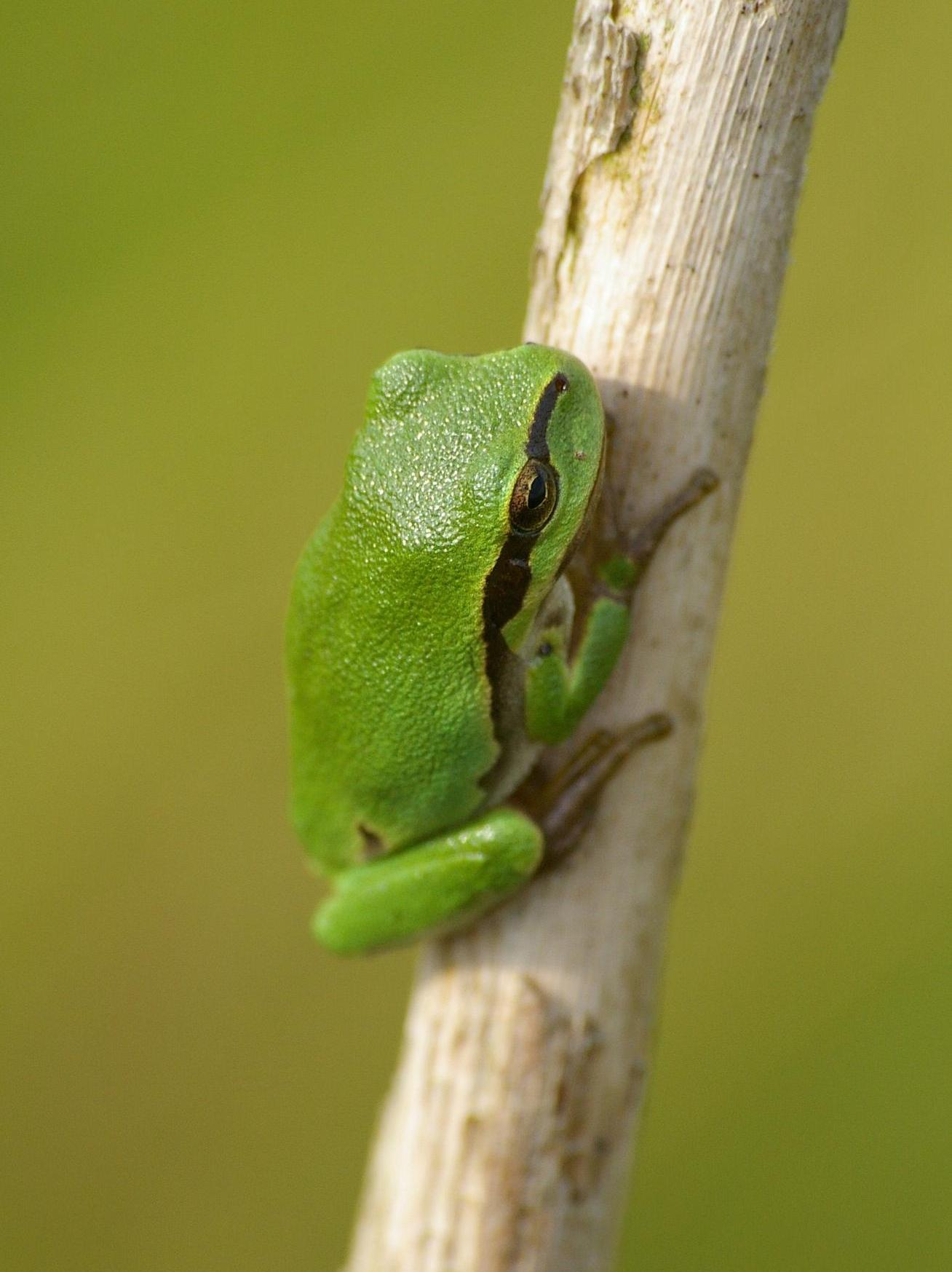
Europäischer Laubfrosch (Hyla arborea), Jungtier

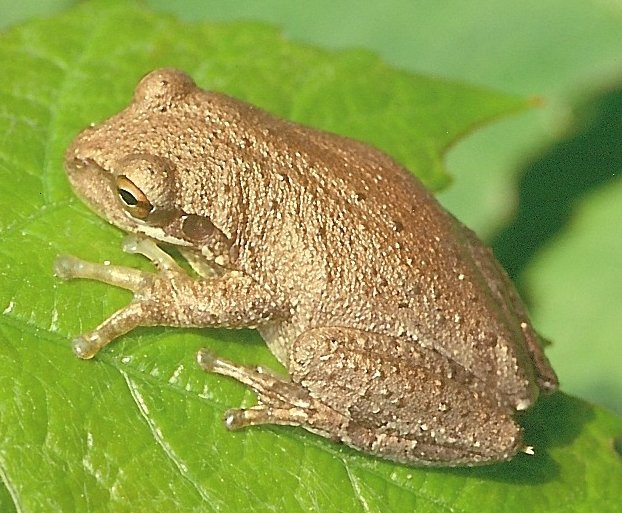
Kuba-Laubfrosch (Osteopilus septentrionalis)

### Unterfamilie Laubfrösche
Die Unterfamilie der Laubfrösche im engeren Sinne (Hylinae) umfasst 45 Gattungen mit insgesamt 755 Arten.

### Unterfamilie Australische Laubfrösche
Die Unterfamilie der Australischen Laubfrösche (Pelodryadinae) umfasst drei Gattungen mit insgesamt 241 Arten:
Bearbeitungsstand: 24. Oktober 2024
- Litoria Tschudi, 1838 (117 Arten[6])
- Nyctimystes Stejneger, 1916 (47 Arten[7])
- Ranoidea Tschudi, 1838 (72 Arten[8])

- Incertae sedis:
  - "Litoria" castanea (Steindachner, 1867)[9]
  - "Litoria" jeudii (Werner, 1901)[10]
  - "Litoria" louisiadensis (Tyler, 1968)[11]
  - "Litoria" obtusirostris Meyer, 1875[12]
  - "Litoria" vagabunda (Peters & Doria, 1878)[13]

### Unterfamilie Greiffrösche
Die Unterfamilie der Greiffrösche (Phyllomedusinae) umfasst acht Gattungen mit 67 beschriebenen Arten:
Bearbeitungsstand: 24. Oktober 2024
- Agalychnis Cope, 1864 (14 Arten[14])
- Callimedusa Duellman, Marion, and Hedges, 2016 (6 Arten[15])
- Cruziohyla Faivovich, Haddad, Garcia, Frost, Campbell, and Wheeler, 2005 (5 Arten[16])
- Hylomantis Peters, 1873 "1872" (2 Arten[17])
- Phasmahyla Cruz, 1991 (8 Arten[18])
- Phrynomedusa Miranda-Ribeiro, 1923 (6 Arten[19])
- Phyllomedusa Wagler, 1830 (16 Arten[20])
- Pithecopus Cope, 1866 (12 Arten[21])

## Einteilung der Laubfrösche bis 2021
(Bearbeitungsstand: 7. Juli 2021)
- Unterfamilie Acrisinae Mivart, 1869 (früher: Acridinae)
  - Gattung Acris Duméril & Bibron, 1841
  - Gattung Pseudacris Fitzinger, 1843
    - Pseudacris crucifer Wied-Neuwied, 1838
- Unterfamilie Cophomantinae Duellman, Marion & Hedges, 2016
  - "Hyla" nicefori (Cochran & Goin, 1970)
  - Gattung Aplastodiscus Lutz, 1950
  - Gattung Boana Gray, 1825 (inkl. Gattung Hypsiboas Wagler, 1830)
    - Kolbenfinger-Laubfrosch (Boana faber (Wied-Neuwied, 1821))
    - Tupfenlaubfrosch (Boana punctata (Schneider, 1799))

  - Gattung Bokermannohyla Faivovich, Haddad, Garcia, Frost, Campbell & Wheeler, 2005
  - Gattung Hyloscirtus Peters, 1882
    - Hyloscirtus princecharlesi Coloma et al., 2012

  - Gattung Myersiohyla Faivovich, Haddad, Garcia, Frost, Campbell & Wheeler, 2005
  - Gattung Nesorohyla Pinheiro, Kok, Noonan, Means, Haddad & Faivovich, 2018
- Unterfamilie Dendropsophinae Fitzinger, 1843
  - Gattung Dendropsophus Fitzinger, 1843
    - Surinam-Clownfrosch (Dendropsophus leucophyllatus)

  - Gattung Xenohyla Izecksohn, 1998
- Unterfamilie Hylinae Rafinesque, 1815
  - Gattung Atlantihyla Faivovich, Pereyra, Luna, Hertz, Blotto, Vásquez-Almazán, McCranie, Sánchez, Baêta, Araujo-Vieira, Köhler, Kubicki, Campbell, Frost, Wheeler & Haddad, 2018
  - Gattung Bromeliohyla Faivovich, Haddad, Garcia, Frost, Campbell & Wheeler, 2005
  - Gattung Charadrahyla Faivovich, Haddad, Garcia, Frost, Campbell & Wheeler, 2005
  - Gattung Dryophytes Fitzinger, 1843
  - Gattung Duellmanohyla Campbell & Smith, 1992
  - Gattung Ecnomiohyla Faivovich, Haddad, Garcia, Frost, Campbell & Wheeler, 2005 – siehe z. B. Ecnomiohyla rabborum
  - Gattung Exerodonta Brocchi, 1879
  - Gattung Hyla Laurenti, 1768 – Laubfrösche
  - Gattung Isthmohyla Faivovich, Haddad, Garcia, Frost, Campbell & Wheeler, 2005
  - Gattung Megastomatohyla Faivovich, Haddad, Garcia, Frost, Campbell & Wheeler, 2005
  - Gattung Plectrohyla Brocchi, 1877
  - Gattung Ptychohyla Taylor, 1944
  - Gattung Quilticohyla Faivovich, Pereyra, Luna, Hertz, Blotto, Vásquez-Almazán, McCranie, Sánchez, Baêta, Araujo-Vieira, Köhler, Kubicki, Campbell, Frost, Wheeler & Haddad, 2018 (4 sp.)
  - Gattung Rheohyla Duellman, Marion & Hedges, 2016 (1 sp.)
  - Gattung Sarcohyla Duellman, Marion & Hedges, 2016 (24 sp.)
  - Gattung Smilisca Cope, 1865 – siehe z. B. Costa-Rica-Laubfrosch
  - Gattung Tlalohyla Faivovich, Haddad, Garcia, Frost, Campbell & Wheeler, 2005
  - Gattung Triprion Cope, 1866 inkl. Kronenlaubfrosch
- Unterfamilie Lophyohylinae Miranda-Ribeiro, 1926
  - Gattung Corythomantis Boulenger, 1896
  - Gattung Dryaderces Jungfer, Faivovich, Padial, Castroviejo-Fisher, Lyra, Berneck, Iglesias, Kok, MacCulloch, Rodrigues, Verdade, Torres-Gastello, Chaparro, Valdujo, Reichle, Moravec, Gvoždík, Gagliardi-Urrutia, Ernst, De la Riva, Means, Lima, Señaris, Wheeler & Haddad, 2013 (2 Arten)
  - Gattung Itapotihyla Faivovich, Haddad, Garcia, Frost, Campbell & Wheeler, 2005
  - Gattung Nyctimantis Boulenger, 1882
  - Gattung Osteocephalus Steindachner, 1862
  - Gattung Osteopilus Fitzinger, 1843 – siehe z. B. Kuba-Laubfrosch
  - Gattung Phyllodytes Wagler, 1830
  - Gattung Phytotriades Jowers, Downieb & Cohen, 2009 (1 Art)
  - Gattung Tepuihyla Ayarzagüena, Señaris & Gorzula, 1993
  - Gattung Trachycephalus Tschudi, 1838 – Giftlaubfrösche (auch: Krötenlaubfrösche)
- Unterfamilie Pseudinae Fitzinger, 1843
  - Gattung Lysapsus Cope, 1862[22]
  - Gattung Pseudis Wagler, 1830[23] – siehe z. B. Pseudis paradoxa
  - Gattung Scarthyla Duellman & de Sá, 1988
- Unterfamilie Scinaxinae Duellman, Marion & Hedges, 2016
  - Gattung Gabohyla Araujo-Vieira, Luna, Caramaschi & Haddad, 2020 (1 Art: Gabohyla  pauloalvini (Bokermann, 1973)) – früher in Sphaenorhynchus[24]
  - Gattung Scinax Wagler, 1830 – Knickzehenlaubfrösche
  - Gattung Sphaenorhynchus Tschudi, 1838

incertae sedis
- "Hyla" antoniiochoai De la Riva & Chaparro, 2005
- "Hyla" helenae Ruthven, 1919
- "Hyla" imitator (Barbour & Dunn, 1921)
- "Hyla" inframaculata Boulenger, 1882
- "Hyla" warreni Duellman & Hoogmoed, 1992